# Campionato del mondo di calcio da tavolo 2006 - Categoria individuale Under-19
Il Campionato del Mondo di Calcio da tavolo di Dortmund in Germania.
Fasi di qualificazione ed eliminazione diretta della Categoria Under19 (17 giugno).
Per la classifica finale vedi Classifica.
Per le qualificazioni delle altre categorie:
- individuale Open
- squadre Open
- squadre Under19
- individuale Under15
- squadre Under15
- individuale Veterans
- squadre Veterans
- individuale Femminile
- squadre Femminile

## Girone 1
- Christian Haas  -  Dominik Schulz 2-1
- Christian Haas  -  Diego Gonçalves 2-0
- Diego Gonçalves  -  Dominik Schulz 0-0

## Girone 2
- Thomas Karnthaler  -  Logan Carette 4-1
- Thomas Karnthaler  -  Maiko Maaz 5-2
- Maiko Maaz  -  Logan Carette 0-7

## Girone 3
- Justin Leroy  -  Manuel Haider 2-0
- Justin Leroy  -  Rick Hessing 7-0
- Rick Hessing  -  Manuel Haider 0-7

## Girone 4
- Stefano Buono  -  David Leroy 3-3
- Stefano Buono  -  Christoph Gerbasits 3-1
- Christoph Gerbasits  -  David Leroy 1-2

## Girone 5
- Nicolas Baccega  -  Xiaohui Zheng 8-0
- Nicolas Baccega  -  Stefano Pennachini 0-0
- Xiaohui Zheng  -  Stefano Pennachini 0-7

## Girone 6
- Florian Grolier  -  Patrick Zeilinger 0-0
- Florian Grolier  -  Ronald Ruiter 4-0
- Ronald Ruiter  -  Patrick Zeilinger 0-3

## Girone 7
- Arnaud Nullens  -  Daniel Wienbrandt 1-0
- Arnaud Nullens  -  Jérémie Meyran 4-0
- Jérémie Meyran  -  Daniel Wienbrandt 0-3

## Girone 8
- Marcel Schulz  -  Antony Collins 2-2
- Marcel Schulz  -  Giacomo Meozzi 6-0
- Giacomo Meozzi  -  Antony Collins 2-2

## Ottavi di finale
- Christian Haas  -  Daniel Wienbrandt 2-1
- Logan Carette  -  Marcel Schulz 1-3
- Nicolas Baccega  -  Manuel Haider 4-1
- Patrick Zeilinger  -  Stefano Buono 0-2
- Justin Leroy  -  Stefano Pennachini 1-0
- David Leroy  -  Florian Grolier 4-3
- Arnaud Nullens  -  Dominik Schulz 3-2
- Antony Collins  -  Thomas Karnthaler 1-2

## Quarti di finale
- Christian Haas  -  Marcel Schulz 3-1
- Nicolas Baccega  -  Stefano Buono 0-1
- Justin Leroy  -  David Leroy 5-2
- Arnaud Nullens  -  Thomas Karnthaler 3-1

## Semifinali
- Christian Haas  -  Stefano Buono 2-4
- Justin Leroy  -  Arnaud Nullens 0-0* d.c.p.

## Finale
- Arnaud Nullens  -  Stefano Buono 1-1* d.c.p.